# Za wszelką cenę (film 2004)
Za wszelką cenę (ang. Million Dollar Baby) – amerykański dramat sportowy z 2004 roku w reżyserii Clinta Eastwooda. Zdobywca Oscarów za 2004 rok. Zdjęcia kręcono w Los Angeles.

## Fabuła
Trzydziestokilkuletnia Maggie Fitzgerald (Hilary Swank) próbuje osiągnąć sukces w kobiecym boksie zawodowym; stara się dostać pod opiekę znanego trenera Frankiego Dunna (Clint Eastwood). Ten na początku odmawia, jednak z czasem zmienia decyzję, obserwując zaangażowanie Maggie. Trener odkrywa w niej prawdziwy talent, a zawodniczka rozpoczyna błyskotliwą karierę, nokautując przeciwniczki zwykle w pierwszej rundzie.
Podczas walki o mistrzostwo wagi półciężkiej dochodzi do wypadku na ringu, spowodowanego nieczystym zagraniem przeciwniczki. Dla Maggie kończy się to paraliżem czterokończynowym. Trener opiekuje się nią, przyjmując rolę jej zmarłego ojca. Pewnego wieczora kobieta prosi go o pomoc w eutanazji. Frankie, mimo początkowego sprzeciwu, po pewnym czasie spełnia jej prośbę, odłączając respirator oraz wstrzykując jej zabójczą dawkę adrenaliny.

## Obsada
- Clint Eastwood – Frankie Dunn
- Hilary Swank – Maggie Fitzgerald
- Morgan Freeman – Eddie Scrap-Iron Dupris
- Jay Baruchel – Danger Barch
- Mike Colter – Big Willie Little
- Lucia Rijker – Billie 'The Blue Bear'
- Brian F. O’Byrne – ojciec Horvak
- Anthony Mackie – Shawrelle Berry
- Margo Martindale – Earline Fitzgerald
- Riki Lindhome – Mardell Fitzgerald
- Michael Peña – Omar
- Benito Martinez – manager Billiego
- Bruce MacVittie – Mickey Mack
- Marco Rodríguez – osoba na walce w Vegas
- David Powledge – kasjer

## Produkcja
- Reżyseria – Clint Eastwood, Paul Haggis
- Scenariusz – Paul Haggis, na podstawie opowiadań T.X. Toole
- Zdjęcia – Tom Stern
- Muzyka – Clint Eastwood
- Montaż – Joel Cox
- Scenografia – Henry Bumstead
- Kostiumy – Deborah Hopper
- Dekoracja wnętrz – Richard C. Goddard
- Dyrektor artystyczny – Jack G. Taylor Jr., Jack Taylor
- Produkcja – Clint Eastwood, Paul Haggis, Tom Rosenberg, Albert S. Ruddy

## Nagrody
Film otrzymał 4 Oscary w kategoriach: Najlepszy Film, Najlepsza Reżyseria, Najlepsza Aktorka – Hilary Swank i Najlepszy Aktor Drugoplanowy – Morgan Freeman. Otrzymał poza tym nominacje w kategoriach Najlepszy Aktor – Clint Eastwood, Najlepszy Scenariusz Adaptowany i Najlepszy Montaż.
Hilary Swank otrzymała ponadto nominację do MTV Movie Awards w kategorii Najlepsza Aktorka.